# Franjo Topić
Franjo Topić (Novi Travnik, 13 marzo 1953) è un teologo e presbitero bosniaco.

## Biografia
Msgr. prof. dr. Franjo Topić nasce il 13 marzo 1953 a Novi Travnik, in Bosnia ed Erzegovina. Frequenta il liceo di Subotica dal 1967 al 1971 per proseguire allo studio di filosofia e teologia presso la Facoltà di teologia cattolica di Sarajevo dal 1971 al 1977. Il 29 giugno 1976 viene ordinato sacerdote cattolico.

### Formazione e ministero sacerdotale
Il suo ministero ecclesiastico iniziò nel 1977, come Assistente Pastore presso la Parrocchia di Derventa fino al 1978, quando si iscrisse alla Pontificia Università Gregoriana a Roma, dove si laureò in teologia e difese la sua tesi di dottorato, L'uomo davanti alla rivelazione di Dio nel pensiero di Hans Urs von Balthasar nel 1985.

### Attività professionale
Dal 1985 al 1991 ha insegnato i corsi di teologia ecumenica e Teologia orientale presso la Facoltà di teologia cattolica di Sarajevo. Dal 1985 al 2001 ha insegnato anche Ecclesiologia, Storia e Insegnamenti dell'Islam e Storia e insegnamenti delle religioni del mondo. Dal 1986 al 1996 è stato prefetto di studi (preside) e segretario della Facoltà teologica cattolica di Sarajevo. Nel 1986 viene stato nominato per la posizione di Segretario della Conferenza episcopale della Jugoslavia. Dal 1992 al 1996, durante la guerra in Bosnia ed Erzegovina, è stato Rettore del Seminario. Dal 1987 al 1991 è stato membro della Commissione per Medjugorje della Conferenza episcopale di Jugoslavia e dal 2009 al 2013 della Commissione Vaticana per Medjugorje.
Ha anche fatto parte del Comitato ecumenico della Conferenza episcopale croata e della Conferenza episcopale della Bosnia ed Erzegovina, nonché di numerosi comitati della Conferenza episcopale della Bosnia ed Erzegovina. L'Islam in Europa Comitato del Consiglio delle Conferenze episcopali d'Europa (CCEE, San Gallo) e la Comunità delle Chiese protestanti in Europa (KEK, Ginevra). Dal 1986 al 2004 è stato capo ufficio del settimanale cattolico Glas Koncila (La voce del Consiglio) per l'arcidiocesi di Sarajevo. Nel 1995 è stato nominato membro della Commissione Teologico-Storica Vaticana per il Grande Giubileo dell'anno 2000. Nel 1997 è diventato membro dell'Accademia Olubrense, a Pietrabissara/Genova, Italia.
Dal 1995 al 2010 è stato Presidente dell'Unione Pan-Europea in Bosnia-Erzegovina e dal 2010 membro della Presidenza Internazionale dell'Unione Pan-Europea. Nel 2015 è stato eletto nel Consiglio del Centro europeo per le questioni relative al lavoro (EZA, Germania). Dal 2002 al 2006 ha fatto parte del Consiglio di amministrazione dell'Istituto cantonale per la protezione del patrimonio culturale. Nel 1995 ha fatto parte del Comitato per la commemorazione della tragedia di Bleiburg. Nel 1997 faceva parte del comitato direttivo e di tre sottocomitati per la visita apostolica del Santo Padre Giovanni Paolo II. Nel 2000 è stato Presidente del Comitato dell'Arcidiocesi di Sarajevo per il Grande Giubileo del 2000. Dal 2002 al 2006 ha fatto parte del comitato editoriale di Katolički tjednik (Settimanale cattolico). Era anche membro del Comitato per la celebrazione del 25º anniversario dell'Università di Mostar e del Comitato per la celebrazione del 60º anniversario dell'Università di Sarajevo
È stato presidente della Società croata culturale Napredak (1990-2019). Membro del Comitato scientifico della Società lessicologica croata e uno dei redattori della rivista teologica cattolica Vrhbosnensia. Mons. Topić è membro e consigliere dell'Ordine dei Cavalieri di Malta. Nel 1993, gli fu offerta la posizione di ministro della cultura, che declinò. Nel 2008 è stato nominato candidato per il sindaco di Sarajevo, che declinò.
È autore di varie opere, editore di numerosi libri in lingua croata e autore di numerosi articoli scientifici e di giornali in diverse lingue. Ha tenuto conferenze in diverse università e forum pubblici e ha partecipato a numerosi simposi e seminari in tutto il mondo. Il Dott. Topić è collaboratore dei giornali Glas Koncila, Stećak, Crkva na kamenu, Svjetlo Riječi, Katolički tjednik e delle riviste Vrhbosnensia, Crkva u svijetu e altri.
Parla italiano, tedesco, inglese, francese e latino.

## Opere
- L'uomo davanti alla rivelazione di Dio nel pensiero di Hans Urs von Balthasar, Herder, Roma 1990.
- Svjedok nade. Kronopis (Testimone della speranza: Cronologia), HKD Napredak, Sarajevo 2004.
- Opstanak bosansko-hercegovačkih Hrvata (La sopravvivenza dei Croati in Bosnia ed Erzegovina), HKD Napredak, Sarajevo 2005.
- Čovjek pred objavom Boga u misli Hansa Ursa von Balthasara, Vrhbosanska katolička teologija (L'uomo prima della rivelazione di Dio nel pensiero di Hans Urs von Balthasar), Sarajevo 2006
- Prilog teologiji ljudskog napretka (Contributo alla teologia del progresso umano), VKT, Sarajevo 2008, Vjera i kultura (La fede e la cultura, Sarajevo 2017).

| Controllo di autorità | VIAF (EN) 4170234 · ISNI (EN) 0000 0001 1587 3873 · LCCN (EN) n94116030 · GND (DE) 1088586171 |